# ロバート・ハロルド・コンプトン
ロバート・ハロルド・コンプトン（Robert Harold Compton、1886年8月6日 - 1979年7月11日）はイギリスのテュークスベリー生まれで、南アフリカで働いた植物学者である。南アフリカの植物の分類学の分野で働いた。ケープタウンのカーステンボッシュ植物園に標本館を創立した（Compton Herbarium）。

## 略歴
イギリス、グロスタシャーのトゥックスベリ（Tewkesbury）に生まれた。ケンブリッジ大学で学んだ。ケンブリッジ大学で植物学の助手を務め、1914年にニューカレドニアへの植物調査にも参加した。ケンブリッジ大学では植物解剖学、形態学を研究した。第一次世界大戦で1915年に召集され、1918年まで軍務についた。1919年に南アフリカに渡り、カーステンボッシュ植物園の園長となった。同時にケープタウン大学の植物学の教授（ハロルド・ピアソン教授職）に就いた。南アフリカでの研究分野は南アフリカの植物の分類で、著作の大部分は「南アフリカ植物ジャーナル」（"the Journal of South African Botany"）に発表された。1935年から引退まで「南アフリカ植物ジャーナル」の編集を行った。
1953年の退職後、スワジランドに住むことを選び、スワジランド政府の依頼で、スワジランドの植物調査を行い、結果は、"An Annotated Checklist of the Flora of Swaziland"として1976年に発表された。
1957年に南アフリカ科学振興協会（SA Association for the Advancement of Science）の会長に選ばれ、南アフリカ王立協会のフェローに選ばれた。王立園芸協会の名誉フェローに選ばれた。1968年にケープタウン大学の名誉博士号を授与された。
ヤマモモ科の植物の属名、Comptonella や、キク科の植物の属名、Comptonanthus などに献名されている。

### 著作
- Wild Flowers of the Cape of Good Hope - Elsie Garrett Rice and Robert Harold Compton (Kirstenbosch: The Botanical Society of South Africa, 1950)
- Garden for A Nation (Kirstenbosch: Cape Town: Tafelberg, 1965)
- Flora of Swaziland (1976)
- Our South African flora (Cape Times, Cape Town 1930s)